# 大河镇 (南江县)
大河镇，是中华人民共和国四川省巴中市南江县下辖的一个乡镇级行政单位。2019年12月，撤销北极乡，将其所辖行政区域划归大河镇管辖。

## 行政区划
大河镇下辖以下地区：
文昌路社区、明江路社区、白院河社区、永坪寺村、观光山村、鱼黄观村、孙家山村、郑家沟村、观音寺村、佛石坝村、大营坝村、灯油坪村、太平山村、李家岩村、东华山村、天平山村、牟尼寺村、莲花石村、园锋山村、青坪村、仙龙庵村、青云村和三元包村。